# 羅伯特·卡拉定
羅伯特·卡拉丁（英語：Robert Reed Carradine，1954年3月24日—）是美國的一位演員。他是卡拉丁家族最年輕的演員，首次出演電影是在1972年，曾經出演電視劇《功夫》。